# Brunswick Corporation
Pour les articles homonymes, voir Brunswick.
 (février 2017).
Si vous disposez d'ouvrages ou d'articles de référence ou si vous connaissez des sites web de qualité traitant du thème abordé ici, merci de compléter l'article en donnant les références utiles à sa vérifiabilité et en les liant à la section « Notes et références ».
 (février 2017).
Brunswick Corporation est un groupe américain qui construit et distribue des produits de loisirs depuis 1845. Ce groupe possède actuellement cinq divisions : une division Bowling, une division Billard, une division Fitness, une division Propulsion marine et une division Bateaux. En Europe, les divisions Propulsion et bateaux sont réunies et forment le groupe Brunswick Marine (fusion de Marine Power Europe et de Brunswick European Group). Mercury Marine (les moteurs marins Mercury) et Brunswick Marine sont les filiales du groupe les plus connues.
En 2005, le chiffre d'affaires de Brunswick Corporation était de 5,78 milliards de dollars. L'entreprise est cotée au New York Stock Exchange.
Près de 70 marques composent le groupe Brunswick dont une cinquantaine de bateaux très connus (Sea Ray, Boston Whaler, Maxum, Quicksilver, Arvor...).

## Historique

### Les fondations d'un groupe
1845 : Fondation de Brunswick par John Moses Brunswick (1819-1886), né à Bremgarten, Suisse, arrivé aux États-Unis à l'âge de 15 ans pour devenir menuisier. J.M. Brunswick Manufacturing Company ouvre le 15 septembre 1845 à Cincinnati (Ohio).
1906-1907 : Sous l'ère de Benjamin Besinger, une nouvelle usine est construite à Muskegan, Michigan et le siège social est installé à Chicago.
En juin 2021, Brunswick annonce l'acquisition de Navico, une entreprise américaine spécialisée dans l'électronique pour le secteur maritime, pour 1,05 milliard de dollars.

## Direction

### Liste des Présidents de Brunswick Corp.
- 1845-1886 : John Brunswick
- 1886-1890 : Hugh Collender
- 1890-1904 : Moses Besinger
- 1904-1930 : Benjamin Besinger
- 1930-1950 : Bob Besinger
- 1950-1963 : Tod Besinger
- 1963-1976 : Jack Hanigan
- 1976-1982 : K. Brooks Abernathy
- 1982-1995 : Jack Reichert
- 1995-2000 : Peter Larson
- 2000-2005 : George Buckley
- Depuis 2005 : Dustan E. McCoy